# Новобелоусская сельская община
Новобелоусская сельская общи́на (укр. Новобілоуська сільська громада) — территориальная община в Черниговском районе Черниговской области Украины. Административный центр — село Новый Белоус.
Население — 9 929 человек. Площадь — 377,5 км².
Количество учреждений, оказывающих первичную медицинскую помощь — 17.

## История
Новобелоусская сельская община была создана 30 июня 2018 года путём объединения Кувечичского, Мохнатинского, Новобелоусского, Редьковского, Рудковского, Старобелоусского сельсоветов Черниговского района.
12 июня 2020 года в состав общины вошли территории Довжикского, Роищенского, Халявинского, Хмельницкого сельсоветов Черниговского района — Хмельницкая сельская объединённая территориальная община, созданная в 2018 году.
17 июля 2020 года община вошла в состав нового Черниговского района.

## География
Община граничит с Черниговской (город Чернигов), Киенской, Михайло-Коцюбинской, Любечской, Репкинской, Киселёвской общинами. Реки: Белоус, Струга, Свишень, Стрижень.

## Населённые пункты
- Внучки
- Деснянка
- Должик
- Кошевка
- Кувечичи
- Мохнатин
- Новый Белоус
- Полуботки
- Равнополье
- Редьковка
- Рогощи
- Роище
- Рудка
- Рыжики
- Рябцы
- Селянская Слобода
- Старый Белоус
- Табаевка
- Халявин
- Хмельница
- Шевченко
- Юрьевка